# Les Passantes
Les Passantes è una poesia di Antoine Pol divenuta famosa aseguito della sua messa in musica da Georges Brassens nel 1972, pubblicata nell'album Fernande.

## Storia
Questa poesia era stata scritta da Antoine Pol nel 1911 ed era stata pubblicata nel 1918 nella prima raccolta del poeta, con il titolo Émotions poétiques. Georges Brassens aveva scoperto la raccolta nel 1942, di seconda mano presso un remainder. Jean Bertola musicò il poema dopo numerose rielaborazioni fino al 1969. Nel 1970 Brassens ottenne il permesso da Antoine Pol di incidere la sua poesia. La canzone debuttò al Bobino nel dicembre 1972.

## La versione italiana di Fabrizio De André
De André realizzato una sua versione de “Le passanti”, pubblicata nell’album Canzoni del 1974, sebbene il testo italiano non sia una traduzione letterale, il significato viene rispettato.